# Artur Kejza
Artur Kejza (ur. 8 marca 1974) – polski judoka i trener judo.
Były zawodnik KS Polonia Rybnik (1989-2002). Dwukrotny brązowy medalista zawodów pucharu świata seniorów (Warszawa 1996 w kat. do 86 kg, Hertogenbosch 1998 w kat. do 90 kg). Trzykrotny mistrz Polski seniorów (1996 w kat. do 86 kg, 1998 i 1999 w kat. do 90 kg), dwukrotny wicemistrz (1994 w kat. do 86 kg, 2000 w kat. do 90 kg) oraz dwukrotny brązowy medalista (1995 w kat. do 86 kg, 2001 w kat. do 100 kg). Dwukrotny uczestnik mistrzostw świata seniorów (1995, 1997) oraz dwukrotny uczestnik mistrzostw Europy seniorów (1997 – 5. miejsce, 1999). W 1999 zdobył brązowy medal  na 2. Światowych Wojskowych Igrzyskach Sportowych w Zagrzebiu w kategorii średniej.
Po zakończeniu kariery został trenerem judo - trenuje lub trenował m.in. Annę Borowską, Julię Kowalczyk, Piotra Kuczerę i Agatę Perenc. Na gali Polskiego Związku Judo otrzymał tytuł Trenera Roku 2015.